# Danilo Moschen
Danilo Moschen (Malabrigo, Santa Fe; 4 de septiembre de 1975) es un pianista y tecladista argentino. Ha colaborado con grupos como Logos, JAF, Beto Vázquez Infinity y Barilari. Actualmente es el tecladista de la banda de heavy metal argentino  Rata Blanca, y a su vez el que más tiempo ha ocupado este puesto en la banda.

## Biografía
A los 8 años comenzó sus estudios de piano. A los 13 años se incorpora a varios proyectos locales donde comienza a dar sus primeros pasos como tecladista. En 1992, después de 10 años de estudio, se recibe como Profesor Superior de Piano. Al año siguiente decide buscar nuevos rumbos y se radica en Buenos Aires.
En 1994 conoce a Gonzalo Iglesias, un amigo con quien forman Abismo, un proyecto en conjunto con el que graban algunos demos y tocan en algunos bares y teatros porteños.
En 1999 es convocado para ser parte de la formación estable de Beto Vázquez Infinity, proyecto con el cual graba su primer disco, editado por el sello Nems en Argentina, Europa, Japón y América Latina y el cual incluiría a cantantes internacionales como Tarja Turunen (Nightwish - Finlandia), Fabio Leone (Rhapsody - Italia). Ese proyecto lo lleva a presentarse en España en abril de 2002 en el marco del Festival Viña Rock. Para mediados de ese año abandona el proyecto para formar uno más personal con el nombre de La Zima.
Los días 3 y 4 de diciembre de 2004, es invitado a participar junto a Logos en su retorno a los escenarios porteños, con quienes siguió trabajando hasta el año 2007 grabando la placa "Plan mundial para la destrucción". En 2005 es seleccionado como mejor tecladista del año en la encuesta de la revista Rock Brigade.
En 2006 es convocado por Juan Antonio Ferreyra (JAF) para la grabación del álbum "Aire" haciendo la presentación de dicha placa en el teatro Gran Rex.
En 2007 graba junto a Adrián Barilari el disco "Canciones doradas" haciendo también presentaciones en vivo en Rosario y Buenos Aires. En ese mismo año, Fernando Scarcella, a quien conocía desde un tiempo atrás, le ofrece incorporarse junto a Pablo Motyczak (bajo), y Ariel Vergara (guitarras) para conformar el proyecto de una banda de covers la cual perdura hasta la actualidad.
En 2008 graba nuevamente Junto a JAF el Disco "Uno más" volviéndose a presentar en el Teatro Gran Rex y con quien sigue trabajando en la actualidad.
En 2010 tras el alejamiento de Hugo Bistolfi de Rata Blanca es convocado por Walter Giardino para hacerse cargo de los teclados y comienza la gira "Talismán Tour" . Ese año graba en vivo el disco XX Aniversario: Magos, Espadas y Rosas en los estudios de la Rock & Pop. En 2012 participa de la reactivación del proyecto Walter Giardino Temple junto a Joe Lynn Turner. En 2015 graba Tormenta Eléctrica su primer álbum de estudio con Rata Blanca.

## Discografía

### Con JAF
- Aire (2006)
- Uno+ (2007)
- Supercharger (2009)

### Con Tex Tex
- We are a mexican band (2008)

### Con Barilari
- Canciones doradas (2007)

### Con Beto Vázquez Infinity
- Beto Vázquez Infinity (2001)

### Con Rata Blanca
- XX Aniversario Magos, Espadas y Rosas (2011)
- Tormenta Eléctrica (2015)

### Con Logos
- Plan mundial para la destrucción (2006)

### Con Claudio Ledda
- Ellas Hacen lo que Quieren (2014)

### Con Eden
- Quiero Entrar (2011)
- Eléctrico (2014)

### Con Javier Bagala
- Dharma (2011)